# Roststeißtapaculo
Der Roststeißtapaculo (Scytalopus spillmanni), auch Ecuador-Rostflankentapaculo genannt, zählt innerhalb der Familie der Bürzelstelzer (Rhinocryptidae) zur Gattung Scytalopus.
Früher wurde die Art als Unterart (Ssp.) des Hellkehltapaculos (Scytalopus latebricola) angesehen und als Scytalopus latebricola spillmanni bezeichnet, unterscheidet sich aber durch die Lautgebung.
Das Artepitheton bezieht sich auf Franz Spillmann.

## Merkmale
Der Vogel ist 12 cm groß, das Männchen wiegt zwischen 21 und 30, das Weibchen zwischen 20 und 29 g. Es ist ein mittelgroßer Tapaculo mit dunkelbraun gebänderten Flanken. Das Männchen ist schwärzlich-grau auf der Oberseite, die Federn haben leicht graue Spitzen, die Schwanzoberseite ist dunkelbraun. Die Unterseite ist grau, manchmal mit silbrigen Federspitzen, der Bürzel rosa- bis gelbbraun, die Schwanzunterseite ockergelb bis zimtbraun, dunkel gebändert. Die Iris ist dunkelbraun, der Schnabel schwärzlich bis schwarz, die Füße dunkel graubraun bis schwärzlich. Vom Nariñotapaculo (Scytalopus vicinior) unterscheidet die Art sich hauptsächlich durch die Lautäußerungen. Beim sehr ähnlich aussehendem Weibchen hat die Oberseite öfter ein verwaschenes Braun, auf der Unterseite deutliches Orange mit heller gebänderten Flanken und erinnert an den Bambustapaculo (Scytalopus parkeri). Jungvögel sind auf der Unterseite braun.
Die Art ist monotypisch.

## Stimme
Der Gesang wird als lauter, schneller, anfangs ansteigender und durch kurze „chuos“ eingeleiteter Triller bis 1 min Dauer, klingelartig, beschrieben.

## Lebensweise
Die Nahrung besteht aus Käfern und anderen kleinen Insekten.
Über die Brutzeit ist nichts Genaues bekannt.

## Verbreitungsgebiet

Verbreitungsgebiet (grün) des Roststeißtapaculos

Die Art kommt in den zentralen und westlichen, seltener in den östlichen Anden in Ecuador und Kolumbien vor.
Das Verbreitungsgebiet umfasst Unterholz im feuchten subtropischen Bergwald zwischen 1900 und 3200, gelegentlich bis 3500, in Ecuador bis 3700 m Höhe, gerne in Bambus der Gattung Chusquea. Weiter oberhalb liegt der Lebensraum des Páramotapaculos (Scytalopus canus), unterhalb des Verbreitungsgebietes ist der Nördliche Schieferrückentapaculo (Scytalopus micropterus) auf der Amazonasseite und der Nariñotapaculo (Scytalopus vicinior) auf der Pazifikseite zu finden.

## Gefährdungssituation
Der Bestand gilt als nicht gefährdet (Least Concern).